# Улица Героев Майдана (Львов)
Улица Героев Майдана (укр. Вулиця Героїв Майдану) — улица во Франковском районе Львова (Украина), соединяет улицы Витовского и Стрыйскую. В застройке улицы представлены конструктивизм, сецессия, неороманский стиль; одно из жилых зданий — сталинка. Улица принадлежит к престижной для проживания части города.

## Названия
- С 1895 года улица имела название Паркгассе (рус.: "Парковая") — поскольку проходила мимо лесистой территории нынешнего парка культуры имени Богдана Хмельницкого;
- с 1901 года — Кадетская улица (пол.: "Kadecka"), так как улица вела к Школе кадетов (ныне Академия сухопутных войск имени гетмана Петра Сагайдачного);
- с 1938 года часть улицы называли Пеовякув в честь польской военизированной организации (POW — Polska Organizacja Wojskowa), которая принимала участие в украинско-польской войне 1918—1919 годов;
- с января 1941 года — улица Эрнста Тельмана в честь немецкого коммуниста;
- с лета 1941 год (во время оккупации Львова немецкими войсками) — Бескиденштрассе, в честь горного массива Бескиды в Карпатах;
- с 1944 года — Гвардейская улица;
- 10 апреля 2014 года — получила нынешнее название улица Героев Майдана.

## Примечательные здания и сооружения
- В доме № 6, в то время принадлежавшему Ипполиту Сливинскому в 1908—1914 годах со своим штабом находился Юзеф Пилсудский, польский политический и военный деятель. В память об этом была установлена мемориальная табличка.
- Дом № 8 — доходный дом в стиле рационального модерна со стилизованными средневековыми элементами Збигнева Брохвич-Левинского (1906—1907).
- В доме № 18 в 1944—1949 годах жил украинский писатель Ярослав Галан; здесь, в своем рабочем кабинете он был убит членом украинского националистического подполья. В советское время в бывшей квартире писателя был устроен литературно-мемориальный музей Галана, который в 1990-х реорганизовали в музей «Литературный Львов первой половины XX века». На здании сохранилась мемориальная табличка в память об Ярославе Галане.
- № 32 занимает комплекс зданий одного из высших военных учебных заведений современной Украины — Академии сухопутных войск имени гетмана Петра Сагайдачного. В австрийский и польский периоды здесь была Школа кадетов, а в советские времена — Львовское высшее военно-политическое училище ордена Красной Звезды и ордена Красной Звезды ЧССР.
- В верхней части улицы с нечётной её стороны при пересечении с улицей Стрыйской находится Монумент Славы вооружённых сил СССР.